# Leesburg (Texas)
Pour les articles homonymes, voir Leesburg.
Leesburg est une ville américaine située dans le sud-est des États-Unis, dans l'État du Texas, dans le comté de Camp, à une dizaine de kilomètres de Pittsburg, siège du comté. Sa population était de 75 habitants en 1968.

## Géographie
Leesburg se situe dans le sud-est des États-Unis, au nord-est de l'État du Texas, dans le comté de Camp. Leesburg possède un climat avec des hivers doux et secs et des étés chaud et secs.

## Personnalités liées à la ville
- Carroll Shelby (1923-2012), pilote automobile et entrepreneur y est né.